# Магомаев (телесериал)
«Магома́ев» — российский музыкально-биографический драматический телесериал производства кинокомпании «Амедиа». В главных ролях: Милош Бикович, Ирина Антоненко и Светлана Устинова.
Премьерный показ телесериала прошёл с 9 по 19 марта 2020 года на «Первом канале».

## Сюжет
Конец 1960-х, разгар брежневской эпохи. Яркий представитель советской эстрады, Муслим Магомаев, уже пять лет живёт с Анжеликой Лариной — своей возлюбленной, редактором музыкальных программ Центрального телевидения. За несколько лет эти отношения никак не развиваются в нечто большее. Частые размолвки и ревность не дают покоя Анжелике, она начинает всё более жёстко контролировать Муслима.
Однажды во время записи концертной программы Муслим Магомедович знакомится с очаровательной и очень талантливой молодой певицей Тамарой Синявской и влюбляется в неё. Между восходящей звездой Большого театра и королём советской эстрады завязывается роман, который перерастает в большую любовь. Понимая, что замужняя Тамара и несвободный Муслим не могут быть вместе, они расстаются, но вскоре судьба вновь сводит влюблённых, на этот раз в Париже…

## В ролях
| Актёр                 | Роль |
| --------------------- | --- |
| Милош Бикович         | Муслим Магомаев певец (озвучивание — Данил Щебланов)                                                    |
| Ирина Антоненко       | Тамара Синявская оперная певица, жена Муслима Магомаева                                                 |
| Светлана Устинова     | Анжелика Владимировна Ларина редактор музыкальных программ Центрального телевидения                     |
| Александр Соколовский | Сергей Бережной артист балета, затем студент-юрист, первый муж Тамары Синявской                         |
| Александр Нестеров    | Чингиз Садыхов пианист, аккомпаниатор и друг Муслима Магомаева                                          |
| Алёна Ивченко         | Екатерина Алексеевна Фурцева министр культуры СССР                                                      |
| Артём Волобуев        | Пётр Сергеевич Сорокин заместитель министра культуры                                                    |
| Расим Балаев          | Джамал-Эддин Магомаев представитель Азербайджана при Совете Министров СССР, министр АзССР, дядя Муслима |
| Сергей Белов          | Геннадий Козловский поэт, друг Муслима Магомаева                                                        |
| Дмитрий Гурьянов      | Анатолий Горохов поэт-песенник и певец, друг Муслима Магомаева                                          |
| Никита Тарасов        | Вершинский следователь ОБХСС                                                                            |
| Михаил Станкевич      | Егоров следователь ОБХСС                                                                                |
| Митя Лабуш            | Пичугин                                                                                                 |
| Маруся Климова        | Люня балерина, подруга Тамары Синявской                                                                 |
| Софья Синицына        | Нора Кароль певица                                                                                      |
| Алина Алексеева       | Юлия |
| Илья Резник           | Гейдар Алиев первый секретарь ЦК Компартии Азербайджана                                                 |
| Максим Лагашкин       | Савицкий солист Большого театра                                                                         |
| Гурам Баблишвили      | Арно Бабаджанян композитор                                                                              |
| Мария Шалаева         | Анна Толмутова композитор                                                                               |
| Юрий Круглов          | Александр Доброславов муж Толмутовой, поэт-песенник                                                     |
| Ксения Лукьянчикова   | Лариса Мондрус певица                                                                                   |
| Евгений Харитонов     | Роберт Рождественский поэт                                                                              |
| Анастасия Попова      | Елена Образцова певица                                                                                  |
| Павел Баршак          | Василий Ливанов (в титрах — Лифанов) актёр, режиссёр м/ф «По следам бременских музыкантов»              |
| Илья Ермолов          | Геннадий Гладков композитор, автор музыки к «Бременским музыкантам»                                     |
| Владимир Моташнев     | Юрий Энтин поэт, автор песен к «Бременским музыкантам»                                                  |
| Сергей Маниконьян     | Зураб Соткилава певец                                                                                   |
| Руслан Джайбеков      | Борис Покровский оперный режиссёр                                                                       |
| Янина Соколовская     | Мария Каллас певица                                                                                     |
| Александр Хакимов     | посетитель парижского кафе                                                                              |

## Создание
По словам создателя сериала, на написание сценария ушло четыре года, а всего на проект было потрачено шесть лет.
К подготовке сценария и подбору актёров была привлечена Тамара Ильинична Синявская (вдова Магомаева). В озвучивании сериала использовались реальные записи песен в исполнении Магомаева.